# Hedychium longipedunculatum
Hedychium longipedunculatum là một loài thực vật có hoa trong họ Gừng. Loài này được Sastry & D.M.Verma mô tả khoa học đầu tiên năm 1968.